# Lelići
Lelići (Servisch cyrillisch Лелићи) is een plaats in de Servische gemeente Užice. De plaats telt 381 inwoners (2002).